# 福島市道23号仁井田笹谷線
福島市道23号仁井田笹谷線（ふくしましどう23号にいだささやせん）は、福島県福島市にある一級市道である。

## 概要
- 起点：福島市仁井田字梵天（福島県道126号福島微温湯線交点）
- 終点：福島市笹谷字出水田（福島県道312号折戸笹谷線交点）
- 延長：6.0775㎞
- 路線認定年月日：1983年2月8日[1]

福島市街地西部、東北自動車道の東側を南北に貫く路線であり、国道13号福島西道路や福島県道3号福島飯坂線などを補完する役割を持つ路線である。福島県道70号以南では荒川に架橋が行われていなかったり、農地内の狭い道路が指定されていたりと未整備の状態である。JR奥羽本線踏切北側の笹木野市街地南側にかけても歩道、センターラインの無い状態であるが、それ以外は概ね歩道が設置されており、松川以北から終点までは両側に歩道や街路樹の設置された街路整備の行われている路線となっている。

## 接続路線
- 福島県道126号福島微温湯線（仁井田字梵天　起点））
- 福島県道70号福島吾妻裏磐梯線（上鳥渡字辻内）
- JR奥羽本線（笹木野字北小針　天戸畑踏切）
- 福島県道310号庭坂福島線（笹木野字町尻）
- 福島市道22号泉萱場線（南沢又字道合）
- 福島市道18号松北町折戸線折戸方面（北沢又字上稲荷川原）
- 福島市道18号松北町折戸線飯坂街道方面（北沢又字明神林）
- 福島市道16号横堀石田線（笹谷字中條）
- 福島県道312号折戸笹谷線・福島市道19号鎌田笹谷線（笹谷字出水田　終点）

## 道路施設
新松川橋（松川）
- 全長：170.2m
- 幅員：6.0m
- 形式：PC単純T桁橋
- 竣工：1968年

新松川歩道橋
- - 全長：170.2m
  - 幅員：3.0m
  - 形式：単純合成床版鈑桁橋
  - 竣工：1989年

## 沿線
- 愛宕山神社
- 福島市立野田小学校
- 曹洞宗佛母寺
- 福島少年鑑別所
- 北沢又運動公園
- 福島市営川前団地